# Malta op de Olympische Zomerspelen 2004
Malta nam deel aan de Olympische Zomerspelen 2004 in Athene, Griekenland. Ook de dertiende olympische deelname bleef zonder medailles.

## Deelnemers en resultaten

### Atletiek
| Olympiër       | Discipline | Resultaat | Prestatie               |
| -------------- | ---------- | --------- | ----------------------- |
| Darren Gilford | 100m (m)   | 57e       | serie 2: 5de in 10,67   |
|                |            |           |                         |
| Tanya Blake    | 800m (v)   | 39e       | serie 6: 7de in 2.19,34 |

### Judo
| Olympiër       | Discipline | Resultaat | Prestatie                                                                 |
| -------------- | ---------- | --------- | ------------------------------------------------------------------------- |
| Marcon Bezzina | -57kg (v)  | 13e       | 1ste ronde: V van PRK Kye: ippon herkansingen: V van RUS Yukhareva: ippon |

### Schietsport
| Olympiër         | Discipline     | Resultaat | Prestatie                                   |
| ---------------- | -------------- | --------- | ------------------------------------------- |
| William Chetcuti | dubbeltrap (m) | 13e       | kwalificatie: 9de met 134 punten (43-44-47) |

### Zeilen
| Olympiër       | Discipline | Resultaat | Prestatie                                       |
| -------------- | ---------- | --------- | ----------------------------------------------- |
| Mario Aquilina | laser      | 39e       | 339 punten: (27-37-40-26-OCS-37-21-40-38-39-34) |

### Zwemmen
| Olympiër     | Discipline           | Resultaat | Prestatie               |
| ------------ | -------------------- | --------- | ----------------------- |
| Neil Agius   | 400m vrije slag (m)  | 46e       | serie 1: 7de in 4.22,14 |
|              |                      |           |                         |
| Angela Galea | 100m vlinderslag (v) | 36e       | serie 1: 4de in 1.05,47 |

Afghanistan · Albanië · Algerije · Amerikaanse Maagdeneilanden · Amerikaans-Samoa · Andorra · Angola · Antigua en Barbuda · Argentinië · Armenië · Aruba · Australië · Azerbeidzjan · Bahama's · Bahrein · Bangladesh · Barbados · België · Belize · Benin · Bermuda · Bhutan · Bolivia · Bosnië en Herzegovina · Botswana · Brazilië · Britse Maagdeneilanden · Brunei · Bulgarije · Burkina Faso · Burundi · Cambodja · Canada · Centraal-Afrikaanse Republiek · Chili · China · Chinees Taipei · Colombia · Comoren · Congo-Brazzaville · Congo-Kinshasa · Cookeilanden · Costa Rica · Cuba · Cyprus · Denemarken · Djibouti · Dominica · Dominicaanse Republiek · Duitsland · Ecuador · Egypte · El Salvador · Equatoriaal-Guinea · Eritrea · Estland · Ethiopië · Fiji · Filipijnen · Finland · Frankrijk · Gabon · Gambia · Georgië · Ghana · Grenada · Griekenland · Groot-Brittannië · Guam · Guatemala · Guinee · Guinee‑Bissau · Guyana · Haïti · Honduras · Hongarije · Hongkong · Ierland · IJsland · India · Indonesië · Irak · Iran · Israël · Italië · Ivoorkust · Jamaica · Japan · Jemen · Jordanië · Kaaimaneilanden · Kaapverdië · Kameroen · Kazachstan · Kenia · Kirgizië · Kiribati · Koeweit · Kroatië · Laos · Lesotho · Letland · Libanon · Liberia · Libië · Liechtenstein · Litouwen · Luxemburg · Macedonië · Madagaskar · Malawi · Malediven · Maleisië · Mali · Malta · Marokko · Mauritanië · Mauritius · Mexico · Micronesië · Moldavië · Monaco · Mongolië · Mozambique · Myanmar · Namibië · Nauru · Nederland · Nederlandse Antillen · Nepal · Nicaragua · Nieuw-Zeeland · Niger · Nigeria · Noord-Korea · Noorwegen · Oeganda · Oekraïne · Oezbekistan · Oman · Oostenrijk · Oost‑Timor · Pakistan · Palau · Palestina · Panama · Papoea-Nieuw-Guinea · Paraguay · Peru · Polen · Portugal · Puerto Rico · Qatar · Roemenië · Rusland · Rwanda · Saint Kitts en Nevis · Saint Lucia · Saint Vincent en Grenadines · Salomonseilanden · Samoa · San Marino · Sao Tomé en Principe · Saoedi-Arabië · Senegal · Servië en Montenegro · Seychellen · Sierra Leone · Singapore · Slovenië · Slowakije · Soedan · Somalië · Spanje · Sri Lanka · Suriname · Swaziland · Syrië · Tadzjikistan · Tanzania · Thailand · Togo · Tonga · Trinidad en Tobago · Tsjaad · Tsjechië · Tunesië · Turkije · Turkmenistan · Uruguay · Vanuatu · Venezuela · Verenigde Arabische Emiraten · Verenigde Staten · Vietnam · Wit-Rusland · Zambia · Zimbabwe · Zuid-Afrika · Zuid-Korea · Zweden · Zwitserland